# Sous-marin radiocommandé

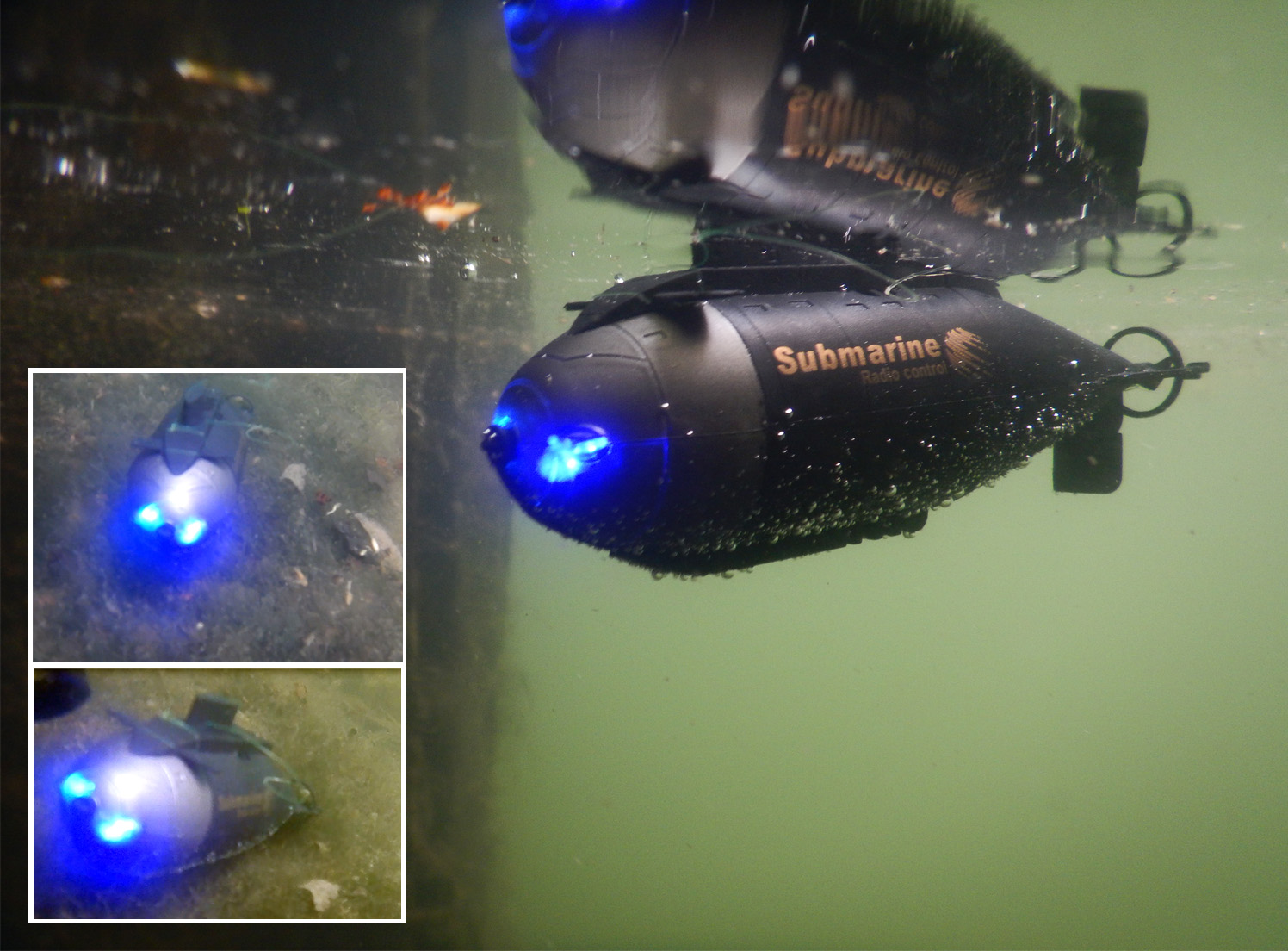
Petit sous-marin testé dans un cours d'eau riche en phytoplancton.

Un sous-marin radiocommandé est une maquette à l'échelle d'un sous-marin qui peut être piloté par radiocommande. La forme la plus courante sont ceux qui sont exploités par des amateurs. Il peut s'agir de jouets bon marché ou de projets complexes faisant appel à une électronique sophistiquée. 
Les océanographes et les militaires exploitent également des sous-marins radiocommandés, on parle alors de véhicule sous-marin téléopéré.

## Fonctionnement

### Transmission radio par l'eau
Plus la conductivité[Laquelle ?] d'un milieu augmente, plus le signal radio qui le traverse est atténué, plus les hautes fréquences sont atténuées et plus elles ont tendance à se refléter sur la surface de l'eau. Ainsi la communication avec les sous-marins militaires utilise des rayonnements électromagnétiques à très basse fréquence pour cette raison. Les fréquences militaires sont bien en deçà des bandes de radiocommande de loisir, mais les bandes de loisir les plus basses - généralement autour de 27 Mhz/40 Mhz - peuvent pénétrer plusieurs pieds[À traduire] d'eau sur de courtes distances - généralement moins de 50 yards[À traduire]. La pénétration à ces fréquences est meilleure en eau douce - un lac ou une piscine, et difficile à impossible en eau de mer. Les radiocommandes modernes utilisant la bande 2,4 GHz pénètrent très mal dans l'eau et ne sont d'aucune utilité pour un sous-marinier modèle qui souhaite plonger.
Pour que la radio sous-marine fonctionne, même à ces fréquences, l'antenne de réception doit être complètement isolée de l'eau environnante. Le fil recouvert de plastique assure une isolation adéquate - l'antenne n'a pas besoin d'être maintenue dans un contenant hermétique - mais l'extrémité coupée de ce fil doit être scellée pour empêcher la pénétration d'eau. Selon les conditions de l'eau, le contrôle positif peut être maintenu à une profondeur d'environ 10 pieds[À traduire].
L'équipement de plongée professionnel ou militaire télécommandé peut être contrôlé à l'aide d'une attache ou de signaux sonores. Très souvent, ces équipements sont équipés d'ordinateurs de bord qui permettent un fonctionnement autonome suivant un trajet déterminé, de sorte qu'une communication continue avec la base de contrôle n'est pas nécessaire. L'avènement de petits ordinateurs bon marché comme le Raspberry Pi ou l'Arduino a permis aux modèles réduits de sous-marins  d'imiter leurs frères professionnels et de fournir un contrôle autonome dans les situations où la transmission radio ou une visibilité adéquate fait défaut.

### Système de sécurité
Comme le contrôle des modèles de sous-marins n'est pas toujours fiable, ces modèles sont habituellement équipés d'une variété d'appareils destinés à prévenir la perte de modèles. On peut utiliser des systèmes à sécurité intégrée qui détectent la perte de signal et commandent le sous-marin à la surface, ou des capteurs de pression qui limitent la profondeur atteinte. Une telle complexité spécialisée fait généralement d'un modèle réduit de sous-marin un objet coûteux par rapport à un modèle réduit de bateau de surface.

### Systèmes de plongée

#### Plongée dynamique
Ces modèles sont positivement flottants et restent à la surface jusqu'à ce qu'une poussée suffisante soit générée au-dessus de leurs gouvernes pour les forcer à descendre sous l'eau. Les modèles de plongée dynamique sont à la fois les moins chers et les plus simples, car les systèmes complexes de contrôle de flottabilité sont remplacés par des avions ou des propulseurs de plongée. Les modèles de plongée dynamique ont également l'avantage de pouvoir remonter à la surface en cas de perte de contact radio, grâce à leur flottabilité positive. Cependant, comme ils sont positivement flottants, ces modèles doivent maintenir une vitesse suffisante sous l'eau pour y rester et sont incapables de s'arrêter sans remonter à la surface.

#### Plongée statique
Ces modèles ont la capacité de modifier leur déplacement en prenant ou en pompant de l'eau. Cela peut se faire à l'aide d'un piston, d'une vessie pneumatique (en)ou d'un réservoir de ballast,. Les bateaux qui utilisent un réservoir de ballast remplissent généralement le réservoir en ouvrant un évent au sommet, et forcent l'eau à sortir en utilisant du gaz comprimé. Il existe des variantes qui utilisent des pompes à eau pour les deux processus. Un gaz liquide est dosé dans le réservoir de ballast pour expulser l'eau.
Le gaz Gas-Snort Liquid gas est utilisé pour remonter le bateau en surface en cas d'urgence, sinon le ballast est soufflé par l'utilisation d'un tube de snorkel à la profondeur du périscope et le bateau est nettoyé à la surface à la profondeur du périscope avec un ballast plein. 
RCABS - Système de ballast à air comprimé recyclé. Développé à l'origine par Darnell (Royaume-Uni) dans les années 1950, ce système utilise une vessie en caoutchouc comme réservoir de ballast et celui-ci est rempli d'air comprimé fourni par un petit compresseur. L'air est prélevé dans le récipient étanche à l'eau (WTC) à l'arrière de l'espace sec pour gonfler la vessie.
Un autre système qui gagne en popularité est le Snort System. Un réservoir de ballast permet à l'eau d'entrer en libérant une soupape d'évent sur le dessus de la bouteille, permettant ainsi au bateau de s'immerger. Pour remonter à la surface, une petite pompe 'Snorts' pompe l'air du château de la tour de commande dans le réservoir de ballast, expulsant l'eau.